# Third (альбом Soft Machine)
Third — третий альбом ведущей группы кентерберийской сцены Soft Machine, изданный в 1970 году.

## Характеристика
Группа глубже ушла в джаз и современную электронную музыку на этом альбоме, который ведущий нью-йоркский культурный еженедельник Village Voice назвал эпохальным достижением. Это двойной альбом великолепной музыки, где на каждой стороне содержится одна композиция, две из них написал Рэтлидж и по одной — Хоппер и Уайетт, существенный вклад в альбом внесли также столпы Кентерберийской сцены Элтон Дин и Джимми Хастингс.
Музыка альбома развивает идеи джаз-фьюжна, ярко заявившего о себе на альбоме Майлса Дэвиса Bitches Brew, выпущенном несколькими месяцами ранее. Альбом обозначил переход группы от психоделического рока к джазу и стал заметной вехой в истории Кентерберийской сцены.
Состав музыкантов, участвовавших в записи альбома Third — один из самых сильных в истории Soft Machine. Альбом отличает великолепное музыкальное взаимодействие между Майком Рэтлиджем на клавишных, Робертом Уайеттом на барабанах, Хью Хоппером на бас-гитаре и новым членом группы Элтоном Дином на саксофоне.
Лин Добсон появляется на саксофоне и флейте на песне «Facelift», записанный в то время как он был полноправным членом группы, хотя указан на обложке как дополнительный исполнитель. Джимми Хастингс внес существенный вклад на флейте и кларнете в «Slightly All The Time», фри-джазовый скрипач Рэб Сполл играет в коде «Moon in June», а Ник Эванс (также ранее входивший в основной состав группы) ненадолго появляется на тромбоне на «Out-Bloody-Rageous».

### Переиздание 2007 года
В 2007 году альбом был переиздан на CD с добавлением концертного альбома Live at the Proms 1970. Этот альбом был записан в рамках Променадных концертов ВВС в Королевском Альберт-холле. Это был первый случай, когда группа популярной музыки играла на столь престижном фестивале классической музыки. Качество звучания обоих дисков было существенно повышено.

## Признание
В 1970 году альбом поднялся до 18 места в британском чарте альбомов и продержался там 6 недель.
В специальном издании журналов Q и Mojo «Pink Floyd и история прог-рока» (2005) альбом занимает 20 место в списке «40 альбомов космического рока».

## Список композиций
1. «Facelift» (Хью Хоппер) — 18:45
2. «Slightly All the Time» (Майк Рэтлидж) — 18:12
включая: «Noisette» (Хоппер), «Backwards» (Рэтлидж) и «Noisette Reprise» (Хоппер)
3. «Moon in June» (Роберт Уайетт) — 19:08
4. «Out-Bloody-Rageous» (Рэтлидж) — 19:10

### Бонус-диск в переиздании на CD 2007 года
1. «Out-Bloody-Rageous» (Рэтлидж) — 11:54
2. «Facelift» (Хоппер) — 11:22
3. «Esther’s Nose Job» — 15:39
  1. «Pig» (Рэтлидж)
  2. «Orange Skin Food» (Рэтлидж)
  3. «A Door Opens and Closes» (Рэтлидж)
  4. «Pigling Bland» (Рэтлидж)
  5. «10:30 Returns to the Bedroom» (Рэтлидж/Хоппер/Уайетт)

## Музыканты
- Майк Рэтлидж — пианет Хохнера, орган, фортепиано
- Хью Хоппер — бас-гитара
- Роберт Уайетт — ударные, вокал, Хэммонд-орган, пианет Хохнера, фортепиано, бас (3)
- Элтон Дин — альт-саксофон, сакселло (за исключением 3)

### Дополнительные музыканты
- Лин Добсон — сопрано-саксофон, флейта (1)
- Джимми Хастингс — флейта, бас-кларнет (2)
- Рэб Сполл — скрипка (3)
- Ник Эванс — тромбон (4)